# Alassane Traore
Alassane Traore (* 14. Mai 1994 in Cosrou) ist ein ivorischer Fußballspieler.

## Karriere
Alassane Traore erlernte das Fußballspielen in der Jugendmannschaft von Séwé Sports de San Pedro in San-Pédro. Seinen ersten Vertrag unterschrieb er 2013 in Thailand. Hier nahm ihn der BEC Tero Sasana FC unter Vertrag. Der Verein aus der thailändischen Hauptstadt Bangkok spielte in der höchsten Liga, der Thai Premier League. Nach einer Saison verließ er den Verein und schloss sich dem Drittligisten Chanthaburi FC an. Mit dem Verein aus Chanthaburi spielte er in der Regional League Division 2. 2016 zog es ihn nach Laos. Hier spielte er bis Ende 2017 für den Dragon King FC. Wo er 2018 gespielt hat, ist unbekannt. 2019 nahm ihn der myanmarische Erstligist Dagon FC unter Vertrag. Mit dem Verein aus Rangun spielte er in der ersten Liga, der Myanmar National League. Ende der Saison musste der Verein wieder in die zweite Liga absteigen. Seit Anfang 2020 ist er vertrags- und vereinslos.